# Владимировський (Воткінський район)
Влади́мировський (рос. Владимировський) — починок у Воткінському районі Удмуртії, Росія.
Населення становить 14 осіб (2010, 4 у 2002).
Національний склад (2002):
- росіяни — 100 %

Урбаноніми:
- вулиці — Польова, Річкова, Центральна
- провулки — Лісовий, Лучний, Садовий, Травневий